# Simpsons jul
Simpsons jul är namnet på den svenska upplagan av "The Simpsons Xmas Book". Bokens berättelse är detsamma som premiär avsnittet av TV-serien Simpsons, The Simpsons Christmas Special, senare omdöpt till Simpsons Roasting on an Open Fire. Bokens bilder är klipp från TV-avsnittet och är utformad som en storyboard där figurerna säger sina repliker i talform. Bokens första och sista sidor består av porträttbilder av då rollfigurer som medverkar i boken. Boken avslutas med hela kreditlistan från TV-avsnittet och inleds med texten "Till minne av Snowball I".

## Handling
Homer, Marge och Maggie går för att se julshowen på Barts och Lisas skola. Senare, när de kommit hem, frågar Marge barnen vad de önskar sig i julklapp. Bart önskar sig en tatuering, vilket inte låter vidare populärt för Marge. Nästa dag, när Marge, Bart och Lisa åker till köpcentret för att julhandla, smiter Bart iväg till en tatuerare, och lyckas få intatuerat "Mother" på armen. När Marge upptäcker det går hon raka vägen till en laserklinik, och får där punga ut med familjens hela julbesparingar för att få bort den. Samtidigt, på kärnkraftverket där Homer arbetar, får han veta att han inte kommer att få någon julbonus.  
När Homer kommer hem och får veta att julpengarna förlorats, beslutar han att inte säga något till familjen för att behålla julglädjen. Han tar hand om julhandlandet själv och åker till en "dollar store" (affär med låga priser), där han köper billiga julklappar. Senare på Moes bar träffar han Barney, som jobbar som tomte på ett varuhus. Homer ser det som en sista utväg att få ihop pengar och söker också jobb som tomte. Bart avslöjar honom senare, efter att ha slagit vad med Milhouse om att han vågar rycka skägget av tomten. Bart lovar dock att inte säga något till resten av familjen.
När Homer ser att hans lön bara blir 13 dollar åker han och Bart med Barney till en hundkapplöpningsbana, där han snabbt lyckas förlora alla pengarna, efter att ha satsat allt på Santa's Little Helper, (tomtenisse) vars namn han sett som ett tecken. Santa's Little Helper blir efter förlusten ivägjagad av sin ägare, och springer istället till Homer, som efter tvekan beslutar sig för att behålla honom. När de kommer hem tänker Homer berätta allt, men de tror att han köpte hunden som en julklapp, och familjen får till slut en god jul. Sedan sjunger de en julsång som Bart förstör några gånger och Homer stryper honom.